# ساثي غيثا
ساثي غيثا (من مواليد 5 يوليو 1983) هي عداءة متخصصة في سباقات 400 متر من الهند.
شاركت في دورة الألعاب الآسيوية 2006 في الدوحة بقطر.

## روابط خارجية
- ساثي غيثا على موقع الاتحاد الدولي لألعاب القوى (الإنجليزية)
- ساثي غيثا على موقع أوليمبيديا (الإنجليزية)